# ديفيد ويب (عداء مراثوني)
ديفيد ويب (بالإنجليزية: David Webb)‏ هو عداء مراثوني بريطاني، ولد في 17 مارس 1982.

## وصلات خارجية
- ديفيد ويب على موقع الاتحاد الدولي لألعاب القوى (الإنجليزية)